# Stereo (John Legend)
Stereo è una canzone di John Legend estratta come quarto singolo dall'album del 2006 Once Again il 27 aprile 2007. Il singolo ha raggiunto la quarantasettesima posizione della classifica Billboard Hot R&B/Hip-Hop Songs.

## Tracce
UK Digital download
1. Stereo
2. Stereo (live from The Royal Albert Hall)

## Classifiche
| Classifica (20067)                   | Posizione più alta |
| ------------------------------------ | ------------------ |
| Dutch Top 40 (Paesi Bassi)           | 52                 |
| U.S. Billboard Hot R&B/Hip-Hop Songs | 47                 |